# Ормидия
Ормѝдия (на гръцки: Ορμήδεια) е село в Кипър, окръг Ларнака. Според статистическата служба на Република Кипър през 2001 г. селото има 3960 жители.
Намира се на територията на британските военни бази Акротири и Декелия.